# François Cavanna
Pour les articles homonymes, voir Cavanna (homonymie).
François Cavanna est un écrivain, journaliste, dessinateur humoristique, éditeur et patron de presse français né le 22 février 1923 à Paris 14e et mort le 29 janvier 2014 à Créteil,.
Il est notamment connu pour être le cofondateur des magazines satiriques Hara-Kiri, Hara-Kiri hebdo, Charlie et Charlie Hebdo.

## Biographie

### La famille Cavanna
François Cavanna grandit à Nogent-sur-Marne (Seine, aujourd'hui Val-de-Marne), rue Sainte-Anne dans la petite communauté italienne immigrée. « Une enfance merveilleuse », à laquelle il consacrera en 1978 le premier volume de son autobiographie, Les Ritals. Son père, Luigi (1880-1954), était venu de Bettola, village du val de Nure (province de Plaisance en Émilie-Romagne). Sa mère, Marguerite, née Charvin (1890-1976), est originaire du village de Sauvigny-les-Bois dans la Nièvre. Luigi Cavanna travaille comme maçon, la plupart du temps pour l’entreprise Taravella et Cavanna. À la suite des menaces de renvoi en Italie pendant les années 1930, il demande la naturalisation qu’il obtient le 25 octobre 1939. François Cavanna est leur fils unique.

### Les études
Durant son enfance, François Cavanna fait preuve d’un goût exceptionnel pour la lecture et réussit très bien à l’école, malgré une attitude très dissipée. Il passe le certificat d’études primaires à 12 ans, suit les cours de l’école primaire supérieure (EPS) de Nogent-sur-Marne et obtient le brevet en 1939. Mais il n’a pas envie de poursuivre des études et entre à la Poste en septembre 1939.

### Le début de la Seconde Guerre mondiale
Affecté comme « manipulant auxiliaire » dans un bureau de poste parisien, Cavanna reçoit, en juin 1940, comme les autres employés, l'ordre de partir pour Bordeaux. Il quitte Paris à vélo au milieu des colonnes de réfugiés de l'exode et, par Melun, Fontainebleau et Nemours, atteint Gien où il voit pour la première fois des soldats allemands. Un peu plus loin, près de Saint-Amand-Montrond, il est bloqué par un poste de contrôle allemand et est obligé de rentrer à Paris.
Il perd son emploi à la Poste (compressions de personnel) ; il est d'abord commis d'un marchand de fruits et légumes, puis travaille dans plusieurs entreprises du bâtiment. Fin 1942, il est recruté comme maçon par le service d'entretien d'une firme nogentaise, mais presque aussitôt se trouve requis pour le STO (début 1943).

### Le service du travail obligatoire
Après un assez éprouvant voyage en train, son groupe de requis arrive dans la banlieue sud-est de Berlin, au camp de Baumschulenweg, dans le district de Treptow (actuellement arrondissement de Treptow-Köpenick). Ils sont affectés à l’entreprise de munitions Graetz (de). Disposé à tout faire pour ne pas atteindre les objectifs de production d'obus exigés par la direction, François Cavanna fera preuve de toute la mauvaise volonté possible, tout en faisant le pitre pour amuser les deux jeunes requises soviétiques qui l'assistent à son poste de travail. Dans l'espoir d'obtenir un changement de poste, il ira même jusqu'à sacrifier deux phalanges de son index gauche dans l'emboutisseuse sur laquelle il travaille. En représailles, la direction l'affecte à un kommando disciplinaire chargé du déblaiement des gravats après les bombardements alliés. Il entretient une relation amoureuse avec Maria Tatarchenko, l'une des deux assistantes ukrainiennes avec lesquelles il travaille.
Au début de 1945, à l’approche de l’armée soviétique, les requis de Baumschulenweg sont transférés près de Stettin pour creuser des tranchées antichars. Le 4 avril, l’ordre de repli est donné ; François Cavanna et Maria quittent la colonne des réfugiés et entrent en contact avec l’armée soviétique dans un village du Mecklembourg que les habitants ont évacué à l'approche de l'Armée Rouge. L'occasion se présentant d'explorer des habitations à la recherche de ravitaillement, il laisse Maria le temps de fouiller quelques maisons. À son retour, elle n'est plus là, et il ne retrouve pas sa trace. Il interroge des soldats soviétiques, quelques habitants restés au village, mais personne n'est en mesure de lui répondre. Pendant un mois et demi, il essaie de la retrouver, mais il est contraint de renoncer lorsqu'il se retrouve incorporé à un convoi de Schwerin à Lübeck, en zone américaine, en vue de son rapatriement qui se fera fin mai 1945. De retour à Paris il tente à nouveau de retrouver Maria, en s'adressant aux différents services de recherche des déportés et disparus, mais en vain : le rideau de fer est déjà hermétiquement tombé entre l'Occident et l'Union Soviétique. Il ne saura jamais ce qu'il est advenu de son amour de jeunesse et, en 1979, lui dédiera Les Ruskoffs.

### L’après-guerre
Il reprend d'abord son emploi d’avant le STO, puis est employé par l’Association des déportés du travail, fournissant aussi une bande dessinée au journal Le Déporté du travail. Dans son livre Lune de miel, paru en 2011 chez Gallimard, il relate aux pages 240 à 249 son expérience de membre du Parti communiste français mais sans donner de date. De nouveau victime d'une réduction de personnel, il se lance pour une première période comme dessinateur à plein temps, en particulier pour un journal pour enfants, Kim (série Micou et son chien Tomate). Il reprend un travail salarié en 1948-1949, puis redevient dessinateur de presse, activité dont il parvient à tirer un revenu qu'il juge convenable. Il adopte alors le pseudonyme de Sépia, qu'il utilise jusque dans les années 1960.

### DeZéroàCharlie-Hebdo
En janvier 1954, il devient collaborateur d’une publication toute nouvelle, le magazine Zéro, créé par Jean Novi, dont il va devenir rédacteur en chef. Il s'agit d'un « journal de colportage » : parmi les colporteurs apparaît bientôt un ex-engagé en Indochine, Georges Bernier, que son efficacité comme vendeur mène au rang de directeur des ventes. Cavanna abandonne l'activité de dessinateur pour se consacrer à l'écriture, tout en se formant aux aspects techniques du journalisme (mise en page, …). Mais il se sent à l'étroit sous la direction de Jean Novi, qui impose des limites au contenu du magazine, d'ailleurs rebaptisé Cordées, nom jugé moins provocant que Zéro.
Après la mort de Jean Novi en 1958, Cavanna s'associe avec Georges Bernier (qui prend alors le nom de « professeur Choron ») pour fonder en 1960 les Éditions du square qui éditeront entre autres le magazine Hara-Kiri (mensuel), puis en 1969 Hara-Kiri Hebdo et le mensuel de bandes dessinées Charlie. Après l'interdiction de Hara-Kiri Hebdo à la suite de sa une sur la mort du général de Gaulle (« Bal tragique à Colombey - un mort »), le journal est saisi et retiré de la vente. Il est relancé sous le titre de Charlie Hebdo, clin d'œil à Charles de Gaulle.
En mai 1968, François Cavanna avait été brièvement hospitalisé pour une crise hémorroïdaire. Il n'avait donc pas pu, à son grand regret, participer aux événements. Cet épisode est raconté avec humour dans son ouvrage Les Yeux plus grands que le ventre.
Au début des années 1970, un épisode important de l'histoire de Charlie Hebdo est le départ de Delfeil de Ton. Cavanna et lui se brouillent gravement. L'un comme l'autre, ainsi que leur ami Gébé, ont laissé ce qu'il fallait comme clés pour que l'on puisse comprendre à demi-mot pourquoi : il s'agit clairement d'une affaire non pas politique, ni littéraire, mais personnelle. Cavanna se montre navré de la décision de Delfeil de Ton de quitter Charlie Hebdo, ce qui affecte quelque temps sa production littéraire dans l'hebdomadaire. Il le défend contre des attaques de Jacques Martin, insiste sur le fait que « Delfeil a sa place ici à Charlie Hebdo et peut revenir quand il le voudra », peine perdue : la rupture est consommée.
Charlie Hebdo cesse de paraître à la fin 1981, victime d'une perte de lecteurs et d'une mauvaise gestion financière. Cavanna collabore ensuite à nouveau avec Choron de 1986 à 1988, à l'occasion d'une nouvelle version de Zéro.
En juin 1986, sa petite-fille Marie meurt d'une surdose à l'âge de 18 ans. Il passe alors de la tolérance à la dénonciation de la drogue : « Vos enfants sont en danger, même les plus sages. »
En 1992, Cavanna rejoint la nouvelle formule de Charlie Hebdo, relancé par Philippe Val, Cabu et Wolinski. Il y signe des chroniques et figure à nouveau dans l'ours à la fonction d'« ange tutélaire ». Choron, furieux de ne pas être associé à la direction de cette nouvelle version, refuse le poste de chroniqueur que lui proposait Cavanna, ce qui entraîne une brouille définitive entre les deux anciens compères. Choron intente ensuite une action en justice en revendiquant la paternité du titre du journal, et relance par ailleurs une éphémère nouvelle version d'Hara-Kiri. Il est finalement débouté, plusieurs membres de l'équipe étant venus témoigner que Cavanna était l'auteur du titre Charlie Hebdo.
En 2000, Choron participe à une nouvelle relance d'Hara-Kiri en association avec André Bercoff : Cavanna intente alors un procès pour s'opposer à la sortie de ce journal, dont il conteste à la fois la teneur et le fait que Bernard Tapie ait été annoncé comme collaborateur. En 2002, Cavanna obtient définitivement gain de cause et, après celle de Charlie Hebdo, se voit reconnaître la propriété du titre Hara-Kiri.

### Fin de vie
En janvier 2011, le site web BibliObs publie les bonnes feuilles du dernier ouvrage de François Cavanna, Lune de miel (Gallimard), dans lequel l'auteur révèle être atteint de la maladie de Parkinson, qu'il qualifie de « salope infâme ».
Hospitalisé pour une intervention due à une fracture du fémur et victime de complications pulmonaires, François Cavanna meurt le 29 janvier 2014 à l'hôpital Henri-Mondor de Créteil. Après l'incinération au cimetière du Père-Lachaise le 6 février, ses cendres sont inhumées le lendemain au cimetière de Chaumes-en-Brie (Seine-et-Marne), dans le hameau de Forest où il habitait depuis une quarantaine d'années. Sa femme Tita est morte en 2022.[réf. nécessaire]

## Prises de position
Créateur d'un style de narration très particulier et vivant, toujours complice du lecteur, il s'est présenté comme un grand défenseur des valeurs républicaines et de la langue française. Sa prise de position virulente (en compagnie de Delfeil de Ton et d'autres écrivains) et argumentée contre une réforme de l'orthographe par l'Académie française fut très remarquée.
Dans son livre La Belle Fille sur le tas d'ordures, Cavanna prend position en faveur de la langue espéranto, « Vous ne voulez pas de l'espéranto ? Vous aurez l'anglais. Bien fait pour vos gueules ! ».
Au nom de ces valeurs, Cavanna a sa vie durant mené un combat contre tout ce qu'il considérait comme irrationnel ou injuste, entre autres l'usage de la souffrance des animaux comme agent de distraction des humains.

### Stop-crève(1976)
Cavanna se montre quelque temps obsédé par les questions d'immortalité physique de l'homme. Ses amis de Charlie Hebdo y font souvent référence de façon mi-admirative, mi-ironique (Wolinski dans quelques dessins, Delfeil de Ton par quelques allusions mordantes, Gébé en rêvant de façon poétique sur la question dans quelques-uns de ses articles,). Il s'agit d'une réflexion sur la vie et la mort mais il n'y aborde pas le problème aujourd'hui impensé de l'organisation d'une société se voulant composée d'humains immortels.

### Son avis surChoron dernière
En janvier 2009 sort sur les écrans Choron dernière, un documentaire des réalisateurs Pierre Carles et Éric Martin consacré au professeur Choron, qui fut dans les années 1960 le complice de Cavanna et un membre éminent de l'équipe de Hara-Kiri, Hara-Kiri Hebdo et Charlie Hebdo première mouture. Le film accuse la direction du Charlie Hebdo actuel — celui relancé en 1992 — d'avoir délibérément fait l'impasse sur l'héritage du Professeur Choron en cherchant à occulter sa mémoire et sa contribution à la création du journal.
En retour, Philippe Val (directeur de la publication et de la rédaction de Charlie Hebdo), Cabu (directeur artistique) et Jean-Baptiste Thoret (critique cinéma) critiquent sévèrement le film et dénoncent un parti pris abusif. Cabu, notamment, accuse Choron d'être directement responsable de la faillite de Hara-Kiri, Charlie mensuel et Charlie Hebdo première version. Cavanna, pour sa part, défend un point de vue moins tranché dans cette polémique qui oppose Carles et Martin à la direction du journal actuel. Il estime que « ceux qui, aujourd’hui, divinisent Choron ne le font que pour mieux démolir ce qu’est Charlie Hebdo aujourd’hui », mais reconnaît, face à Cabu, les mérites de Choron (qu'il décrit comme « une intelligence — non pas « fulgurante », mais fort vive —, un esprit déroutant, alerte, s’adaptant très vite, d’une audace saisissante, d’une agilité souvent imprévisible ») et rappelle que, sans lui, « il n’y aurait pas eu d’aventure Hara-Kiri, ni, conséquemment, de Charlie Hebdo ».

## Engagements
Hara-Kiri en 1960, puis L'Hebdo Hara-Kiri quelques mois après les événements de Mai 68, sont fondés par François Cavanna et Georges Bernier. Charlie Hebdo, figure médiatique de « l'entre-deux-mai », qui a pris la suite de L'Hebdo Hara-Kiri en novembre 1970 après son interdiction pour la Une fameuse lors du décès du Général de Gaulle « Bal tragique à Colombey : 1 mort », cesse de paraître en janvier 1982, quelques mois après la victoire de la gauche en mai 1981.
Selon Stéphane Mazurier, qui y consacre une thèse en 2007, « Charlie Hebdo occupe une position particulière dans le champ médiatique des années soixante-dix : héritier de plusieurs titres de la presse satirique, il entretient des relations complexes avec les journaux de son temps, tout en étant un défenseur acharné de la liberté de la presse. Le positionnement politique de Charlie Hebdo est celui d'un journal de gauche critique, mais certainement pas d'un journal gauchiste. »
Dans une société profondément marquée par les événements de Mai 68, Charlie Hebdo est le porte-voix des combats du moment : contre la société de consommation, pour l'écologie, le féminisme, l'antimilitarisme ou la contre-culture.

## Hommages
Cavanna fut considéré par Pierre Desproges comme l'un des derniers grands écrivains vivants : « Seule la virulence de mon hétérosexualité m'a empêché à ce jour de demander Cavanna en mariage. » Desproges, qui collabora à Charlie Hebdo (première mouture) pendant la dernière année (1981-1982), admirait le talent de Cavanna qu'il comparait à un Rabelais moderne. Selon lui, Cavanna était un des derniers honnêtes hommes de ce siècle pourri (le XXe) et l'inventeur d'une nouvelle presse.
Le 15 novembre 2008, François Cavanna inaugure la bibliothèque municipale Cavanna de Nogent-sur-Marne. Avide de lecture dès son plus jeune âge, c'est à la bibliothèque de Nogent-sur-Marne, située à l'époque dans l’hôtel des Coignards, qu'il venait chercher ses livres. Une exposition « Cavanna raconte Cavanna » suivra l'inauguration de la bibliothèque jusqu'au mois de mai 2009.
Le 29 janvier 2019, pour célébrer le cinquième anniversaire de sa mort, un hommage lui est rendu à la Sorbonne.

## Odonymie
Les municipalités de Nouvoitou en Ille-et-Vilaine et Rilhac-Rancon en Haute-Vienne ont honoré François Cavanna en baptisant de son nom une des voies de leur commune.

## Filmographie

### Apparitions au cinéma
- Il est l'un des conspirateurs dans L'An 01 réalisé par Jacques Doillon, Gébé, Alain Resnais et Jean Rouch en 1973.
- Georges Brassens, qui partage beaucoup des points de vue de Cavanna, demande sa participation et celle de l'équipe de Charlie Hebdo pour un clip de sa chanson Le Roi.
- En 1982, il fait une apparition dans le film Y a-t-il un Français dans la salle ? de Jean-Pierre Mocky. On le retrouve également en 1983 dans Vive les femmes ! de Claude Confortès, en 1986 dans Paulette, la pauvre petite milliardaire de Claude Confortès, ou encore en 1991 dans Les ritals de Marcel Bluwal.
- Paris Brothel (2003), documentaire de Mark Kidel, lui-même.

### Documentaires à propos de Cavanna
- 2015 : Cavanna, même pas mort, Nina Robert et Denis Robert, 52 min Hélène Rochette, « Cavanna, même pas mort, l'hommage de Denis Robert au créateur de “Charlie Hebdo” », sur telerama.fr, 8 avril 2015 (consulté le 17 mai 2015).
- 2015 : Cavanna : Jusqu'à l'ultime seconde, j'écrirai, Nina Robert et Denis Robert, 90 min, Citizen Films & Le Bureau, juin 2015 Voir : Denis Robert, Mohicans : récit, Paris, Julliard, 2015, 306 p. (ISBN 978-2-260-02901-4), page 302.